# The Good Lie
The Good Lie è un film del 2014 diretto da Philippe Falardeau.
Pellicola di produzione indiano-statunitense di genere drammatico.